# Дідкот
Ді́дкот (англ. Didcot) — місто у Великій Британії.

## Географія
Місто  Дідкот  розташований в південно-східній частині Англії, на півдні графства Оксфордшир. За 16 кілометрів на південь від Оксфорда. До 1974 року він входив в графство Беркшир. Населення міста становить 22 000 осіб.

## Економіка
1882 року, після будівництва залізниць, що сполучали порти південної, східної та західної Англії, Дідкот стає важливим залізничним вузлом, що з'єднував Лондон, Бристоль та Оксфорд з Саутгемптоном. Під час Другої світової війни в 1942–1943 роках потужності цих залізниць, погодившись з потребами того часу, були ще більш збільшені. 1966 року лінія на Сауптгемптон була закрита.
Останнім часом Дідкот знаменитий в першу чергу завдяки розташований поблизу нього великої ТЕЦ (Didcot Powerstation). Станція, що має 2 блоки з 6 охолоджуючими вежами 2003 року була поставлена читачами газети Country Life на третє місце з 10 у ряду найбільш забруднюючих довкілля об'єктів у Великій Британії. Станція, що працює на кам'яному вугіллі та природному газі і біогазі, неодноразово збирала під своїми стінами мітинги протестуючих з «зелених» партій та організацій.

## Галерея

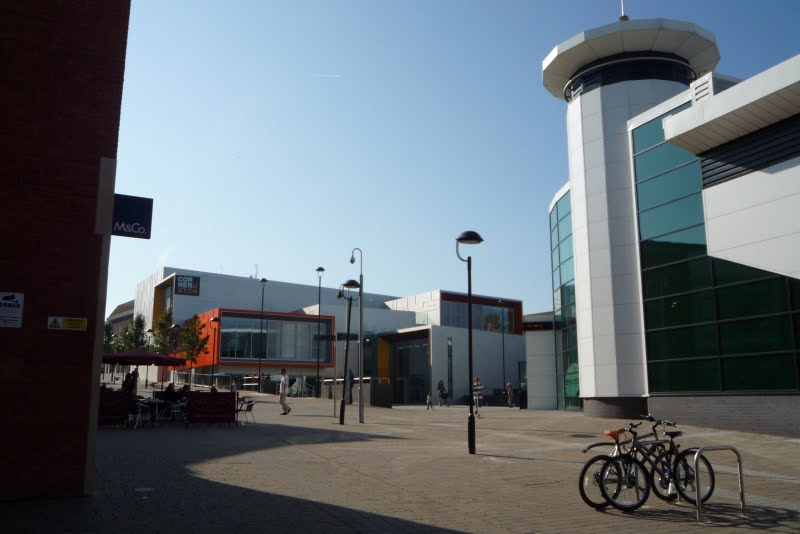
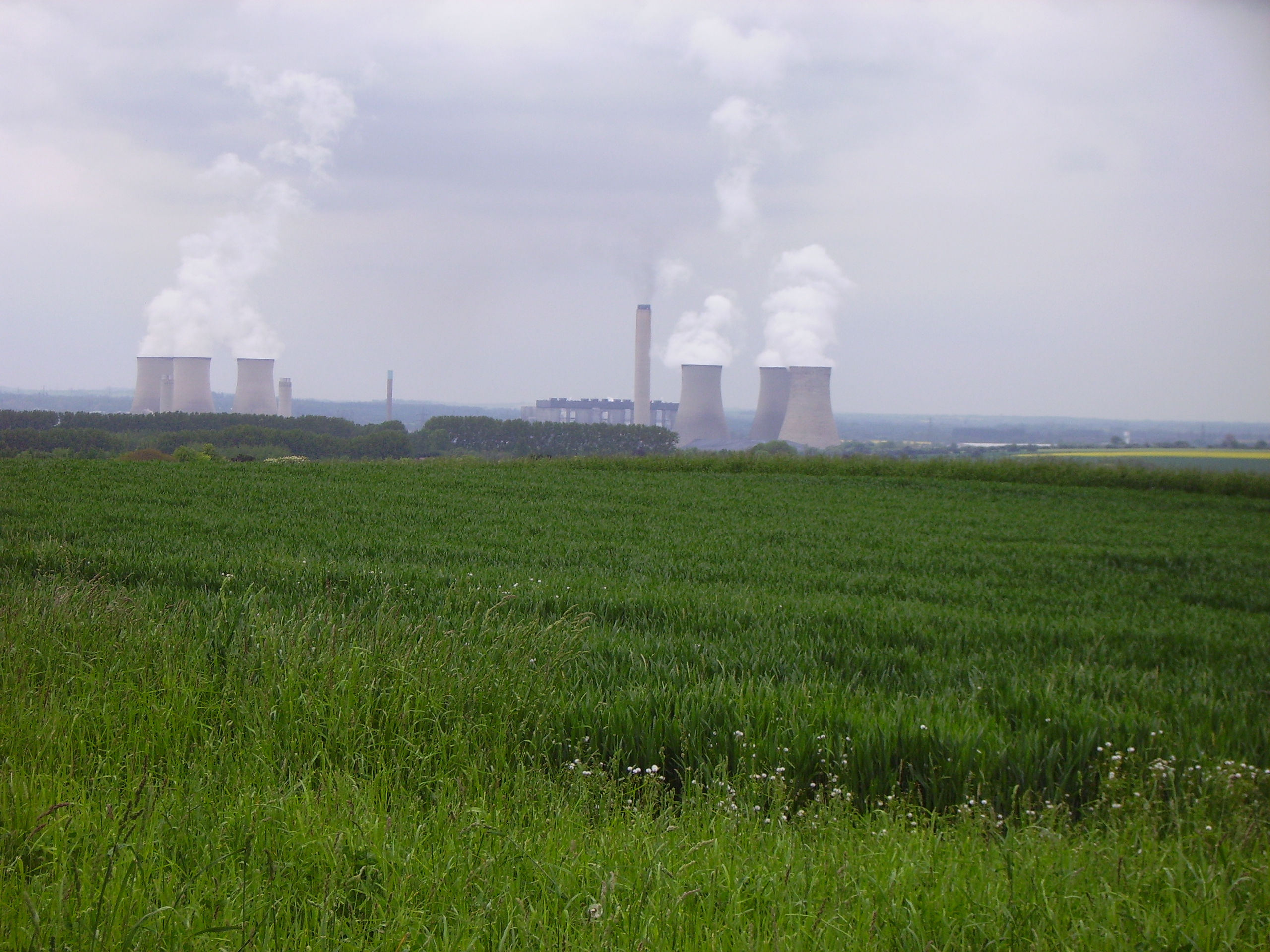
ТЕЦ
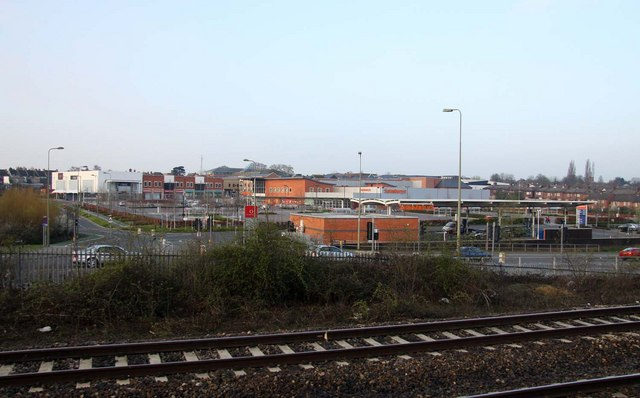
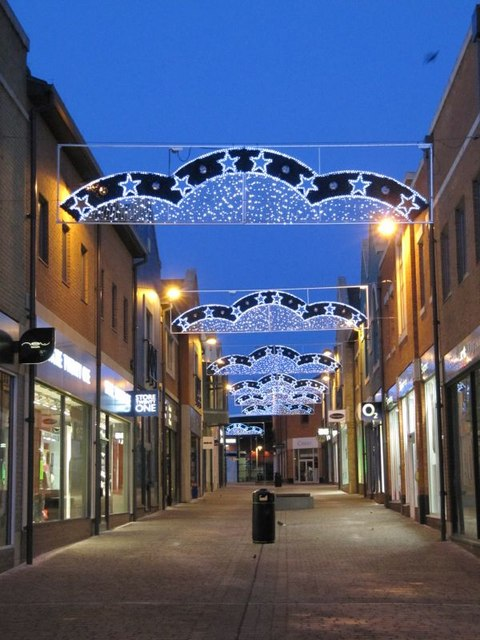

| Земля | Це незавершена стаття з географії. Ви можете допомогти проєкту, виправивши або дописавши її. |